# Esther Couto
María Esther Couto Rivas (nacida el 2 de diciembre de 1960 en Montevideo, Uruguay) es una política española. Fue diputada por La Coruña en la VIII legislatura (2004-2008). Miembro del Grupo Parlamentario Socialista del Congreso.
Licenciada en Derecho. Funcionaria de la Administración de Justicia. Portavoz municipal en el Ayuntamiento de Órdenes.

## Actividad Profesional
- Portavoz adjunta de la Comisión de Justicia
- Adscrita de la Comisión de Interior
- Vocal de la Comisión Mixta de los Derechos de la Mujer y de Igualdad Oportunidades
- Vocal de la Comisión no perm. de seguimiento y evaluación acuerdos Pacto de Toledo
- Ponente de la Ponencia Prop.L.O. modific. L.O. creac. jurisdicción familia (122/14)
- Ponente de la Ponencia Prop. L. O. modifica. L. O. Poder Judicial (122/68)

- Datos: Q5849376